# Kampanjski ščit Demjansk
Kampanjski ščit Demjansk (nemško Demjanskschild) je bilo kampanjsko vojaško odlikovanje Tretjega rajha.
Ščit je bil ustanovljen 25. aprila 1943 za 96.000 pripadnikov 2. armadnega korpusa, pod poveljstvom generala Walther Graf Brockdorff-Ahlefelda, ki so bili 8. februarja 1942 obkoljeni pri mestu Demjansk, kakih 160 km severovzhodno od Holma. Korpus se je 21. aprila 1942 sicer prebil iz obroča, boji pa so se nadaljevali do konca oktobra istega leta.
Nemške enote so se v boju izredno izkazale, še posebej bojni skupini Eicke in Simon 3. SS-tankovske divizije »Totenkopf«, ki je nase vezala kar tri sovjetske armade.

## Opis
Ščit so začeli izdelovati v začetku leta 1944, izdelan pa je bil iz posrebrenega cinka ali jekla, primerki izdelani od sredine leta 1944 naprej pa so imeli olivno siv finiš, zaradi kamuflaže.
Ščit je imel obliko zašiljenega ščita, ki je bil na zgornji polovici rahlo razširjen, na vrhu pa je na dveh bunkerjih sedel orel, ki je v krempljih držal lovorjev venec s svastiko. Pod bunkerji je s tiskanimi črkami pisalo DEMJANSK. V osrednjem delu ščita sta bila prekrižana meča, ki ju preletava letalo, med ročajema prekrižanih mečev pa je številka 1942. Letalo predstavlja zračni most, preko katerega so Nemci oskrbovali obkoljen 2. korpus.
Ščit je bil pritrjen na ovalno podlago iz olivno sivega blaga. Prejemniki so ga nosili našitega preko SS orla na levem rokavu. Vsak prejemnik je dobil do pet teh ščitov. V primeru posmrtnega odlikovanja je bil en ščit poslan, skupaj s certifikatom, sorodnikom padlega, kar je bila dolžnost poveljnika čete, ki ji je padli pripadal.

## Kriteriji za pridobitev
- Kopenske sile:

- 60-dnevno služenje v obkoljeni enoti ali
- Dobljene rane v boju med služenjem ali
- Prislužitev odlikovanja za pogum med obleganjem

- Luftwaffe

- 50 bojnih poletov nad obleganim območjem ali
- 50 oskrbovalnih pristankov znotraj obroča

Za posredovanje seznama kandidatov za prejemnike so bili zadolženi četni poveljniki in sicer do 31. decembra 1943. Podeljevanje ščita se je končalo 1. aprila 1944, do takrat pa so ščit podelili okoli 100.000 pripadnikom.